# The Sofia Echo
The Sofia Echo (произнася се Дъ София Еко, в превод от английски език „Софийското ехо“), е бивш български вестник на английски език, който излиза близо 15 години. Купен от Икономедия, остава само с интернет версия от 2 март 2012 г. и постепенно спира да излиза.
Съдържа новини от и за България, бизнес информация, политически и културни хроники, и раздел за забавление. Вестникът често е цитиран като източник за новини за България от чужди издания, например „Икономист“.